# Jacint de Compostel·la
El jacint de Compostel·la, quars hematoide o eisenkiesel, és una varietat de quars de color vermell i opac, format a partir de la formació d'argiles i guixos del Keuper (Triàsic superior).

## Característiques
Els seus cristalls són translúcids o opacs, i habitualment es troben de dos tipus: cristalls biterminats aïllats, o agregats esferoïdals en forma d'eriçons. Solia pensar-se que el seu color vermell era degut a inclusions sòlides d'hematites, però s'ha determinat que el color és dominantment degut a inclusions de minerals d'argila.

## Formació i jaciments
Tot i que són uns minerals formats a partir de la formació d'argiles i guixos del Keuper, és possible que també es trobin ocasionalment en sediments terciaris o quaternaris més joves, però en aquests casos sent erosionats fóra del Keuper. Aquesta varietat de quars es troba molt estesa en el Triàsic del País Valencià i al Triàsic del sud de Catalunya, així com a la resta del Triàsic d'Europa; també es pot trobar en roques sedimentàries més modernes a causa de l'erosió i posterior deposició dels materials del Keuper.
Als territoris de parla catalana se'n troba principalment al País Valencià: a les localitats d'Orxeta, Cocentaina -on es coneixen popularment com dimoniets-, i El Pinós a la província d'Alacant, a Sacanyet a la província de Castelló, i als municipis de Castelló de Rugat (on són conegudes com a ermitanes, degut a que es troben en abundància a l'ermita del municipi), Camporrobles, Xella, Xestalgar, Montroi, l'Olleria, Quesa, Requena, Turís i Venta del Moro a la província de València. Pel que fa al Principat trobem citats dos jaciments: el Molí de Gósol, a la localitat de Gósol, i a Guardiola de Berguedà, totes dues localitats a la comarca del Berguedà, a la Catalunya Central.

## Etimologia
El terme jacint de Compostel·la, a la literatura mineralògica espanyola, s'utilitza tradicionalment en exclusiva per la varietat de quars autigènic marró-vermellosa amb inclusions d'hematites formats al Keuper. El nom prodeceix del costum dels peregrins a portar-lo al camí de Sant Jaume a manera de talismà, uns els recollien durant el trajecte i altres els duien des de les seves localitats d'origen. Aquesta varietat de quars no es troba a Santiago de Compostel·la.
Eisenkiesel és un terme que s'utilitza en un sentit més ampli per aquesta varietat de quars de color vermell, taronja o marró. S'utilitza també com a sinònim de quars ferruginós o quars hematoide, així com per a qualsevol tipus de quars amb inclusions d'òxids de ferro i minerals hidròxids (hematites, limonita…) que són de color groc, verd oliva, taronja o marró. Eisenkiesel és un terme alemany, que traduït vol dir quars ferruginós. Kiesel era originalment un terme emprat per al quars, però que ha canviat el seu significat amb el temps.